# 난태평기
《난태평기》(일본어: 難太平記 난타이헤이키[*])는 일본 무로마치 막부 초기의 중진이었던 이마가와 사다요(今川貞世, 출가한 뒤에는 료슌了俊이라고 부름)가 오에이(応永) 9년(1402년)에 완성시킨 서적이다.

## 개요
이마가와 씨(今川氏)의 역사와 쇼군 아시카가 씨(足利氏)의 역사 등이 주요한 내용으로 자손에게 보이는 글로 되어 있다. 제목의 유래는 이 책이 전반부 부분이 《태평기》(太平記)가 이마가와 가를 가볍게 다루고 있어 어지럽다고 (비난)하는 데에서 비롯된다. 그러면서도 책 제목은 후세에 붙여진 것으로 보이며 저술 시점에서는 정해진 이름은 없었던 것으로 보인다. 따라서 실제로는 태평기 그 자체를 비난한다기보다도 이마가와 씨의 역사와 종가인 아시카가 쇼군케(足利将軍家)에 대한 충성의 역사를 논하는 것이 그 주체로 되어 있다. 사다요가 실제 현지에서 경험한 남북조 시대의 후반부터 무로마치 초기에 걸쳐 벌어졌던 일들이 기술되어 있다.

## 원전
《군서유종》(群書類従) 권398에 그 전문이 수록되어 있다.